# Villa de Grenelle
Pour les articles homonymes, voir Grenelle.
La villa de Grenelle est une voie du 15e arrondissement de Paris.

## Situation et accès
Cette voie est située entre la rue Juge et la rue Fallempin. Elle commence rue Violet et se termine au niveau de la villa Juge.

## Origine du nom

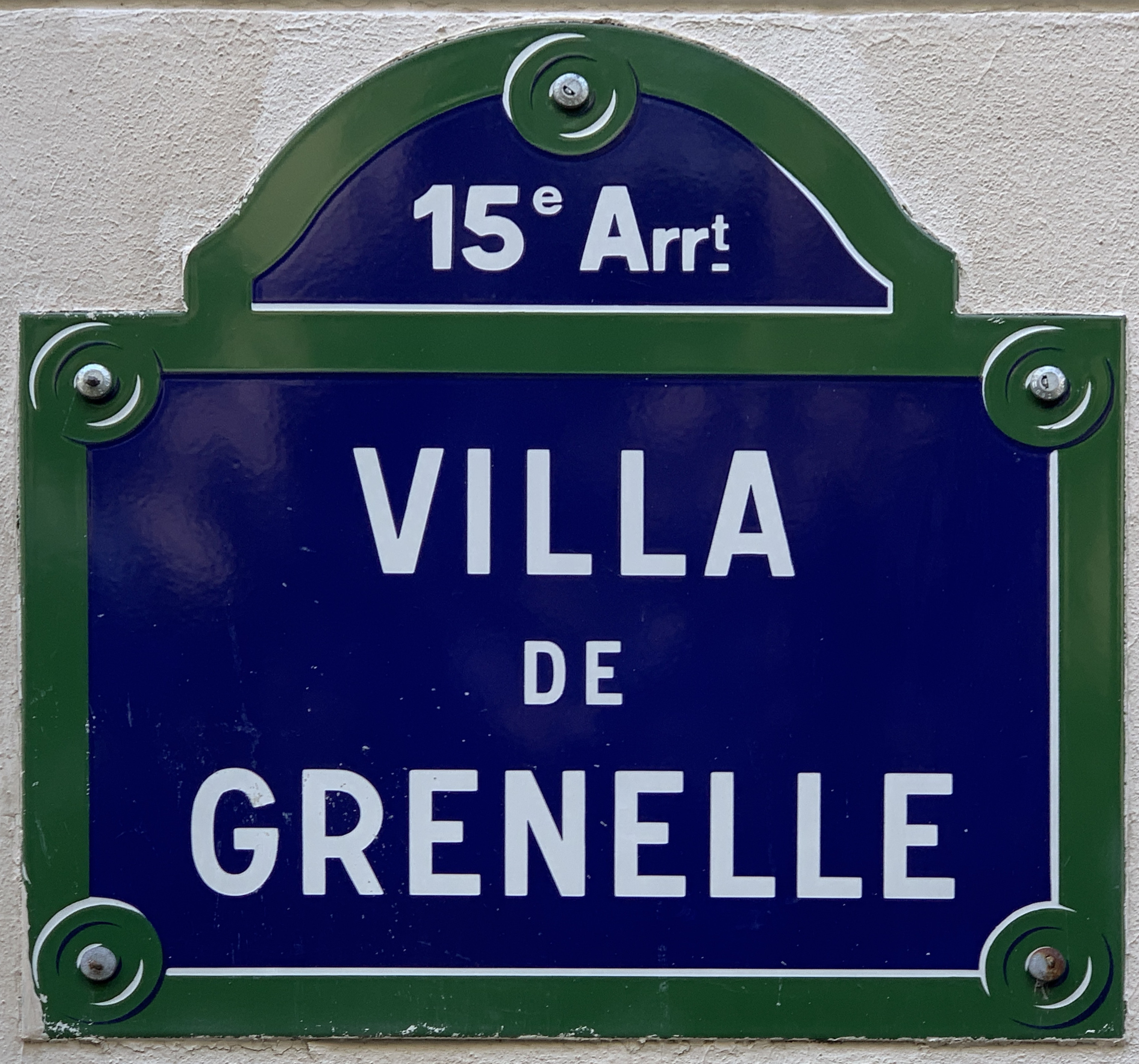
Plaque de la villa.

Il porte le nom du village de Grenelle qui deviendra une commune du département de la Seine en 1830, avant d'être absorbée lors de l'extension de Paris en 1860. 

## Historique
Initialement appelée  « impasse Violet » puis « passage de Grenelle » la voie est renommée « villa de Grenelle » en 1991.